# Drosophila parasaltans
Drosophila parasaltans este o specie de muște din genul Drosophila, familia Drosophilidae, descrisă de Magalhaes în anul 1956. Conform Catalogue of Life specia Drosophila parasaltans nu are subspecii cunoscute.